# Ratataplan
Ne doit pas être confondu avec Rantanplan.
Ne doit pas être confondu avec Rataplan (magazine).
Ne doit pas être confondu avec Rataplan.
Série
Ho fatto splash
(1980)
Pour plus de détails, voir Fiche technique et Distribution.
Ratataplan est un film comique italien réalisé, écrit et interprété par Maurizio Nichetti, sorti en 1979. Le film, malgré son faible budget, a obtenu un grand succès commercial et a lancé la carrière de Nichetti.
Le film a valu à Nichetti un ruban d'argent pour le meilleur nouveau réalisateur.

## Fiche technique
- Date de sortie :
  - Italie : 4 septembre 1979 (Mostra de Venise)